# Santa Maria del Buon Consiglio (titolo cardinalizio)
Santa Maria del Buon Consiglio (in latino: Titulus Beatæ Mariae Virginis Boni Consilii) è un titolo cardinalizio istituito da papa Francesco il 28 novembre 2020 con la bolla Purpuratis Patribus.

## Informazioni
Il titolo insiste sulla chiesa di Santa Maria del Buon Consiglio a Porta Furba, che fu costruita nel 1916 su progetto dell'architetto Costantino Sneider ed aperta al pubblico il 9 aprile di quell'anno. La chiesa è sede parrocchiale, eretta il 26 luglio 1919 da papa Benedetto XV con la lettera apostolica Inter officia Ecclesiae.
Dal 28 novembre 2020 il titolare è il cardinale Augusto Paolo Lojudice, arcivescovo metropolita di Siena-Colle di Val d'Elsa-Montalcino e vescovo di Montepulciano-Chiusi-Pienza.

## Titolari
- Augusto Paolo Lojudice, dal 28 novembre 2020